# Massa di Somma
Massa di Somma ist eine Gemeinde mit 4985 Einwohnern (Stand 31. Dezember 2023) in der Metropolitanstadt Neapel, Region Kampanien.
Die Nachbarorte von Massa di Somma sind Cercola, Ercolano, Pollena Trocchia und San Sebastiano al Vesuvio.

## Bevölkerungsentwicklung
Massa di Somma zählt 1788 Privathaushalte. Zwischen 1991 und 2001 stieg die Einwohnerzahl von 5492 auf 5908. Dies entspricht einem prozentualen Zuwachs von 7,6 %.